# Micky Droy
Micky Droy (Londres, Inglaterra, 7 de mayo de 1951) es un exfutbolista inglés que se desempeñó como defensa en clubes como el Chelsea FC y el Crystal Palace.

## Clubes
| Club           | País       | Año         |
| -------------- | ---------- | ----------- |
| Chelsea FC     | Inglaterra | 1970 - 1984 |
| Luton Town     | Inglaterra | 1984        |
| Crystal Palace | Inglaterra | 1984 - 1986 |
| Brentford FC   | Inglaterra | 1986 - 1987 |
| Dulwich Hamlet | Inglaterra | 1987        |

## Palmarés

### Campeonatos nacionales
| Título          | Club       | País       | Año     |
| --------------- | ---------- | ---------- | ------- |
| Second Division | Chelsea FC | Inglaterra | 1983-84 |

### Distinciones individuales
| Distinción                   | Año  |
| ---------------------------- | ---- |
| Mejor Jugador del Chelsea FC | 1978 |